# Henry Wickenburg
Henry Wickenburg (Holsterhausen, 1819. november 21. – Wickenburg, 1905. május 14.) porosz aranyásó volt, aki felfedezte a Keselyűbányát és megalapította Wickenburg városát az Amerikai Egyesült Államok Arizona államában. Wickenburg soha nem nősült meg. Helene Holland asszony örökölte Wickenburg személyes vagyonát 1903-ban, még életében, majd 1905-ben a vagyonának fennmaradó részét, miután Henry Wickenburg fejlövés következtében meghalt. Halálát öngyilkosságnak minősítették, de sokan megkérdőjelezték ezt a döntést. Az általa felfedezett bánya működése során 70 millió dollár értékű aranyat termelt, ami Arizona legjelentősebb aranybányájává tette.

## Fiatalkora
Wickenburg (születési neve: Johannes Henricus Wickenburg) a poroszországi Essen melletti Holsterhausenben született, egy szén- és acélvidékben, a mai Németország területén. Testvérével együtt szenet bányászott a családjához tartozó földeken. A bányajogokat azonban a kormány követelte, és Wickenburg 1847-ben az Egyesült Államokba emigrált, miután a helyi hatóságok rajtaütöttek a családi farmon.

## Henry Wickenburg az Egyesült Államokban
Wickenburg 1847-ben érkezett New York kikötőjébe. Miután értesült a kaliforniai arany felfedezéséről, az úgynevezett kaliforniai aranylázban, úgy döntött, hogy San Franciscóba megy. San Franciscóba 1853-ban érkezett, és megtanulta, hogyan kell aranyat keresni és pásztázni. Az 1877-ben tett szándéknyilatkozatának megfelelően még ugyanabban az évben honosított amerikai állampolgár lett. 1862-ben csatlakozott Pauline Weaver csapatához, akik az Antelope Peakben aranyat találtak, és beutazott az akkori Arizona terület belsejébe. A csoport a Hassayampa Creek mellett, a "Peeples Valley" néven ismertté vált területen telepedett le.

## Keselyű bánya

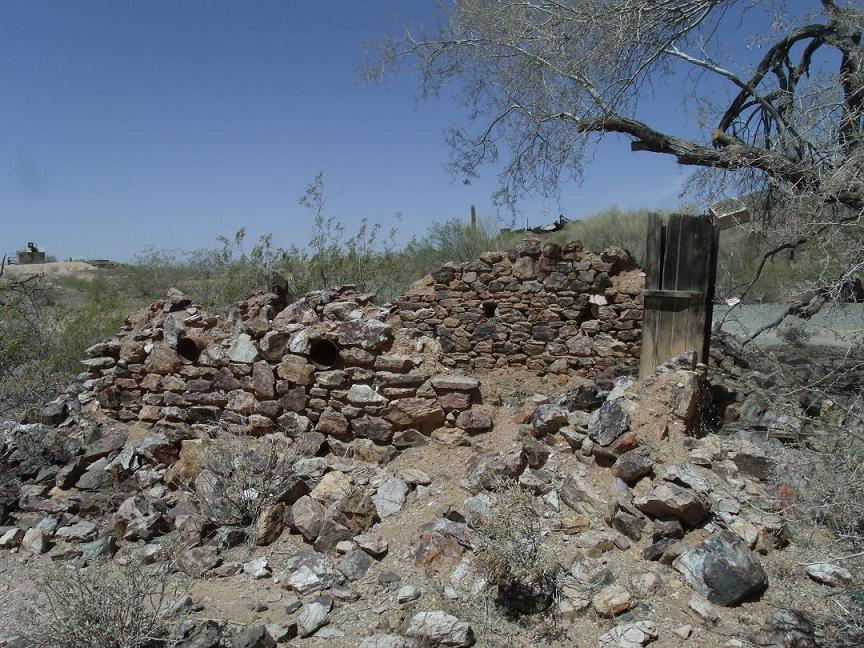
Henry Wickenburg telepes otthonának romjai Vulture Cityben

Egy alkalommal Wickenburg egy kvarcsziklára lett figyelmes a csoport táborától mintegy tizennégy mérföldre. Észlelését a többiek figyelmen kívül hagyták. Wickenburg egyedül ment el, hogy megvizsgálja a kvarcszegélyt, és úgy vélte, hogy a szegélyben van potenciál. Visszatért a táborba, és elmondta a társainak. Wickenburg és társai, A. Van Bibber, J.B. Green, W. Smith és N.K. Estil egy követelést tűztek ki. Társai továbbra is más vállalkozásokat kerestek, Wickenburg pedig egyedül dolgozott a bányában, és elkezdte eladni az aranyércet más aranyásóknak. Létrehozott egy tábort, amelyet Wickenburg Ranch-nak nevezett el. Wickenburg segített finanszírozni a Jack Swilling's Ditch Projectet, amelyből később a Salt River Project lett. 1890-ben a Walnut Grove-i gát átszakadása után, amely tönkretette az összes farmot és bányászati tevékenységet, amelybe nemrégiben befektetett, Wickenburg kénytelen volt eladni a Vulture-bánya 80%-os részesedését, amely az ő tulajdonában volt, nyolcvanötezer amerikai dollárért. A Keselyű volt Arizona legjelentősebb aranybányája.

## Wickenburg városa

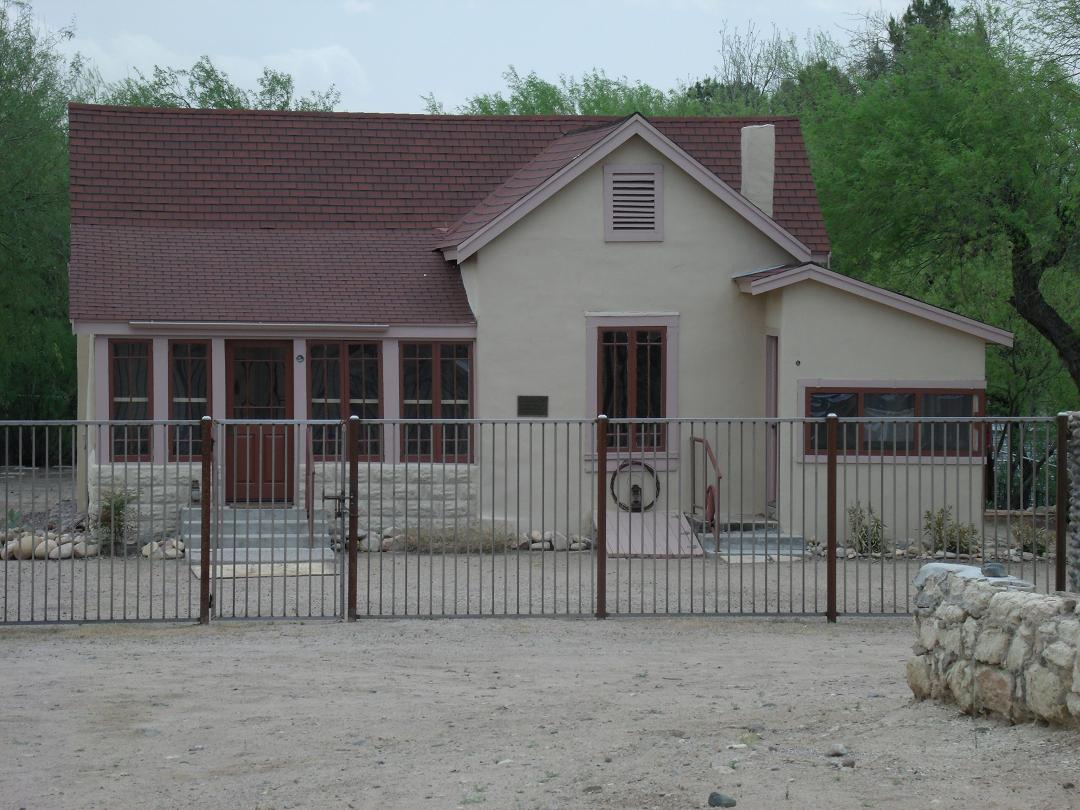
A Wickenburg Ház

A Keselyűbánya fontos és meghatározó szerepet játszott Wickenburg városának alapításában és fejlődésében. Miután Wickenburg Wickenburg's Ranch néven tábort létesített, James A. Moore, aki Wickenburggal partnerségre lépett, írt Goodwin kormányzónak és McCormick miniszternek, és a sátortábort Wickenburgként említette. 1865-ben két ötbélyegű malmot emeltek, és több üzletet, kocsmát és két szállodát létesítettek. 1866-ban a területi törvényhozás mindössze két szavazattal maradt le a területi fővárossá nyilvánításról. 1868-ban a város területét felmérték és felparcellázták. 1868-ban Wickenburg földet adományozott a város első templomának építéséhez.
Wickenburg 1863-ban fedezte fel a Keselyűbányát. 1866-ban eladta a Keselyűben lévő részesedésének 4/5-ét a New York-i Mr. Phelpsnek. A szerződéses ár 85 000 dollár volt. Henry azonban csak 25  000 dollárt kapott, mert állítólag nem tudott egyértelmű tulajdonjogot bizonyítani a bányára. Bár Wickenburg perköltséggel rendelkezett, még mindig voltak más követelései, és 1879-ben 160 holdat kapott. Az okiratot Rutherford B. Hayes elnök írta alá. Ez a birtok lett Wickenburg belvárosa.
Wickenburg végül felmérte a birtokát, és elkezdte eladni a városi telkeket (lásd Maricopa County Recorder-Henry Wickenburg) Ő és mások segítettek finanszírozni Jack Swilling's Ditch Projectjét, amely később a Salt River Project lett, és nagyban hozzájárult Phoenix városának fejlődéséhez.
Wickenburg nagy befolyással bírt. A Keselyű aranybánya felfedezése fontos volt, és hozzájárult a terület fejlődéséhez. A bányával kapcsolatban álló emberek közül sokan a város és a terület vezetői lettek. Henry tagja volt a hetedik arizonai törvényhozásnak, és különböző bizottságokban szolgált.